# Wolfgang Poppy

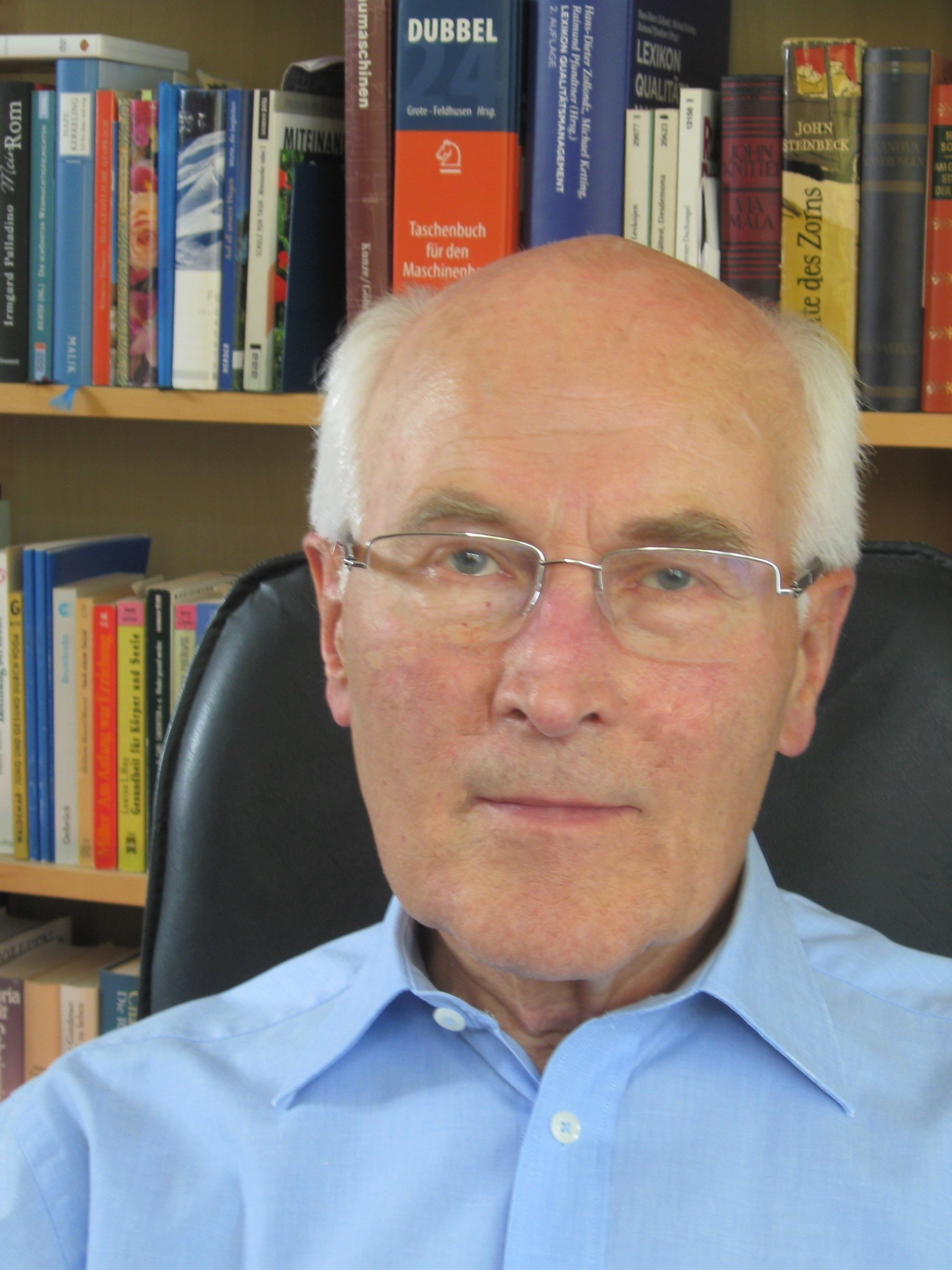
Wolfgang Poppy (2018)

Wolfgang Poppy (* 4. Juli 1941 in Warnitz, Uckermark) ist ein deutscher Ingenieurwissenschaftler. Er war Universitätsprofessor für Baumaschinentechnik (Konstruktion und Einsatz) und ist Ehrenmitglied des Expertenrates der Baumaschinentechnik Münchener Kreis – Expert Panel of Construction Equipment.

## Leben
Poppy hat von 1961 bis 1968 Maschinenbau / Fachrichtung Fördertechnik an der Technischen Universität Berlin (TUB) / Fachbereich Konstruktion und Fertigung studiert. Als wissenschaftlicher Assistent war er von 1968 bis 1974 am Lehrstuhl und Institut für Baubetrieb und Baumaschinen im Fachbereich Bauingenieur- und Vermessungswesen der TUB beschäftigt. Promoviert wurde er von diesem Fachbereich 1975 mit einer Dissertation zu Problemen der Rohrförderung von Leichtbeton.
Einer Tätigkeit als Oberingenieur am Lehrstuhl für Baubetrieb und Baumaschinen der Universität Dortmund (1974 bis 1976) folgte zum 1. Januar 1977 die Berufung zum Professor für das Fachgebiet "Konstruktion von Baumaschinen" im Fachbereich Konstruktion und Fertigung der TU Berlin, die dieses Fachgebiet als erste Universität der Bundesrepublik Deutschland neu eingerichtet hatte.
1994 folgte Poppy dem Ruf auf den Lehrstuhl für Baumaschinentechnik (Konstruktion und Einsatz) an der Otto-von-Guericke-Universität Magdeburg. Von 1996 bis 1998 war Poppy als Dekan der Fakultät für Maschinenbau maßgeblich an der Ansiedlung des Max-Planck-Instituts für Dynamik komplexer technischer Systeme in Magdeburg beteiligt.
Von 2001 bis zu seiner Emeritierung (2006) war er an der Universität Magdeburg Geschäftsführender Direktor des Instituts für Förder- und Baumaschinentechnik, Stahlbau, Logistik (IFSL), seit 2006: Institut für Logistik und Materialflusstechnik (ILM).

## Wissenschaftliche Arbeit
In Forschung und Lehre hat Poppy sein Fachgebiet als Schnittstelle zwischen Maschinenbau und Bauwesen mit engen Bezügen zur industriellen Praxis vertreten. Seine Forschungstätigkeit galt Maschinen für Betonbau, Erdbau, Straßenbau, Fertigteilwerke und Recycling mit den Schwerpunkten Funktionsoptimierung, Betriebssicherheit, Verfahrenstechnik, Antriebsoptimierung, Steuerungstechnik, Automatisierung, Verschleißminderung, Betriebsfestigkeit, Strukturdynamik und Ultraleichtbau.
Bis in die 1970er Jahre war die Forschung an Baumaschinen auf Einsatzuntersuchungen konzentriert. Poppy hat in enger Zusammenarbeit mit der Forschungsvereinigung Bau- und Baustoffmaschinen die Brücke zwischen den Hochtechnologieangeboten des Maschinenbaus, den Baumaschinenherstellern und der Bauwirtschaft geschlagen. Diesen Angeboten stand die Bauwirtschaft lange zurückhaltend gegenüber – vor allem den Anwendungen der Mikroelektronik in Baumaschinen, der Nutzung von Automatisierungsmöglichkeiten und dem Einsatz von Robotern auf Baustellen.
Um die Baumaschinenforschung in den Blick der Baumaschinenhersteller und der Bauwirtschaft zu rücken, hat Poppy 1989 das Internationale Informationszentrums "Forschung live" initiiert, das alle drei Jahre im Rahmen der weltgrößten Baumaschinenmesse bauma in München mit Wissenschaftlern von Hochschulen und Instituten durchgeführt wird. Damit hat Poppy eine Plattform für vielfältige Kontakte und Kooperationen der Wissenschaft mit allen am Bauen beteiligten Industrie- und Wirtschaftsbereichen geschaffen.
Als Vertreter der VDI-Gesellschaft Bautechnik wirkte Poppy an der Gründung des VDE/VDI-Fachkreises Mikroelektronik und an dessen Überleitung zur VDE/VDI-Gesellschaft Mikroelektronik, Mikrosystem- und Feinwerktechnik mit, in der er den Fachbereich Anwendungen im Maschinenbau leitete.
Vielfältige Entwicklungen zur Roboterisierung des Bauens in Japan lösten in zahlreichen Industriestaaten ähnliche Aktivitäten aus und führten zur Gründung der Association for Automation and Robotic in Construction (IAARC), an der Poppy als deutscher Vertreter beteiligt war. Von 1999 bis 2000 stand er der IAARC als Präsident vor.
Die in der Bauwirtschaft übliche Verteilung der Aufgaben auf zahlreiche Beteiligte, z. B. Architekten, Konstrukteure, Statiker, Planer und Baubetriebsingenieure, war traditionell mit einer großen Vielfalt spezifischer Softwaresysteme verbunden, die dem Datenaustausch zwischen den an einem Bauwerk Beteiligten entgegenstand. Poppy hat frühzeitig zur Systematisierung des Datenaustauschs zwischen allen am Bauen Beteiligten, einschließlich der Baumaschinenhersteller, einen Informationstechnischen Logistikverbund angeregt. Der stieß bei den einschlägigen Verbänden auf lebhaftes Interesse, dessen Umsetzung in die Praxis wurde aber erst mit langer Verzögerung aufgegriffen. Sichtbaren Niederschlag findet diese Entwicklung seit mehreren Jahren im Zuge der umfassenden Digitalisierung des Bauens im Building Information Modeling (BIM), das auch mit Robotereinsätzen einhergehen soll.

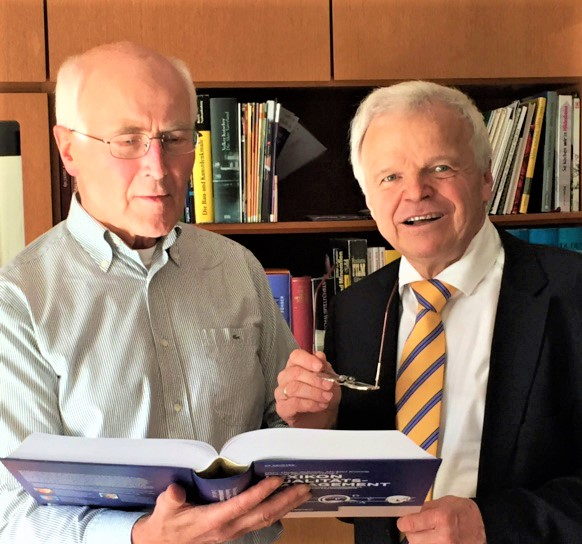
Wolfgang Poppy (li.) im Fachgespräch mit Michael Ketting (2016)

Poppy ist Gründungsmitglied des Expertenrates der Baumaschinentechnik Münchener Kreis – Expert Panel of Construction Equipment, der ihn 2013 zum Ehrenmitglied ernannt hat. In diesem Expertenrat arbeitete er sehr eng auch mit Michael Ketting zusammen, der hier langjährig als Präsident wirksam war und seit 2015 dessen Ehrenpräsident ist.

## Veröffentlichungen (Auswahl)
- Stichwort Pumpbeton für Bauführer und Poliere. (mit Hermann Bauer) Bauverlag, Wiesbaden; Berlin 1973, ISBN 3-7625-0432-6.
- Grundlagen für das Pumpen von Leichtbeton. (mit Hermann Bauer) Hauptverband der Deutschen Bauindustrie, Frankfurt a. M. 1974.
- Der Wasserhaushalt poriger Leichtzuschläge von Pumpbeton. VDI-Verlag, Düsseldorf 1975. (Dissertation)
- Flexible Automatisierung der Vorfertigung – Möglichkeiten und Bedingungen für die Anwendung numerischer Steuerungen bei der Fertigteilherstellung. In: VDI-Bericht Nr. 394, S. 85–95. VDI-Verlag, Düsseldorf 1981.
- Möglichkeiten der Verhinderung von Unfällen bei Arbeiten mit Erdbaumaschinen unter Berücksichtigung der ergonomischen Gestaltung. (mit Michael Dürre) Wirtschaftsverlag NW, Bremerhaven 1982, ISBN 3-88314-236-0.
- Hydraulische Tilgung betriebsbedingter Schwingungen bei selbstfahrenden Arbeitsmaschinen. Konstruktion 38 (1986) 12, S. 461–468.
- Mikroelektronik – Schlüssel zur Automatisierung. (Hrsg.), VDE/VDI-Gesellschaft Mikroelektronik (GME), VDE-Verlag, Berlin; Offenbach 1988, ISBN 3-8007-1573-2.
- Warum braucht die Bauwirtschaft Mikroelektronik und Automatisierung? VDI Berichte 800. VDI-Verlag, Düsseldorf 1990.
- Verzahnungskräfte an Raupenlaufwerken von Baumaschinen. (mit Christian Segieth) Konstruktion 42 (1990) 4, S. 127–134.
- Simulation der Bodenverdichtung mit Vibrationswalzen. (mit Dieter Pietzsch) Bauingenieur 67 (1992) 9, S. 383–391.
- Entwicklungstendenzen in der Bautechnik. Ifo Schnelldienst 48 (1995) 27, S. 7–20, ISSN 0018-974X.
- Quantitative Beschreibung des Einbauverhaltens von Asphaltstraßenfertigern. (mit Jörg Monecke und Jens Ortlepp) Asphalt 34 (1999) 8, S. 26–34.
- CANopen in mobilen Baumaschinen. (mit Erik Unger und Heiko Witte) Ölhydraulik und Pneumatik 45 (2001) 3, S. 144–147.
- Prallzerkleinerung von Beton. (mit Hagen Jeschke[14]) Aufbereitungstechnik 45 (2004) 5, S. 25–32.
- Experimentelle und rechnerische Ermittlung der Lastkollektive für einen Betonverteilermast. (mit Mykola Oleksyuk und Ivan Mihov) Schriftenreihe der Forschungsvereinigung Bau- und Baustoffmaschinen (2004), Heft Nr. 26, S. 193–200.
- Wegweiser für den wissenschaftlichen Nachwuchs. In: Karl-Friedrich Wessel und Andreas Wessel (Hrsg.): Persönlichkeit und Verantwortung in Wissenschaft, Medizin und Technik. Berliner Studien zur Wissenschaftsphilosophie und Humanontogenetik, Bd. 30. Kleine Verlag, Grünwald 2013, S. 77–117, ISBN 978-3-937461-57-1.